# Petrus Jozef Triest
Petrus Jozef Triest (Brussel, 31 augustus 1760  – Gent, 24 juni 1836) was een Belgisch rooms-katholiek priester en kanunnik. Hij was lid van het Sint-Baafskapittel en stichter van verschillende rooms-katholieke religieuze congregaties. Hij speelde in Gent een aanzienlijke maatschappelijke rol in het eerste kwart van de 19de eeuw.

## Levensloop
Triest werd geboren als negende kind van veertien in het gezin van de smid Jan Triest (1725–1807) en diens volle nicht Cecilia Mello (1727–1797). Hij groeide op in Brussel en liep lagere en middelbare school bij de jezuïeten en wellicht de augustijnen. Vanaf september 1776 vervolgde hij zijn opleiding aan de gunstig bekende Latijnse School in Geel, de gemeente met de geprezen thuisverpleging van psychisch zieken. Wellicht beïnvloedde de confrontatie met dit menselijk leed zijn verdere activiteiten.
In 1780 ging hij naar de Universiteit van Leuvenen schreef zich aan de pedagogie 'Het Kasteel' in. Hij werd er twee jaar later baccalaureus in de Wijsbegeerte en Letteren. Op 30 oktober 1782 trad hij binnen in het seminarie van Mechelen. Hij werd, samen met zijn jongere broer en met een aantal andere seminaristen op 10 juni 1786 tot priester gewijd. Het was de laatste maal dat in die tijd wijdingen in Mechelen plaatsvonden. Vier maanden later werd het seminarie afgeschaft en vervangen door het 'Algemeen Seminarie' in Leuven.

## Parochiewerk
Na 1786 bleef Triest op het seminarie wonen in afwachting van een benoeming. Hij kreeg de opdracht catechismuslessen te geven in de Mechelse scholen en vanaf oktober 1786 fungeerde hij op zondagen en feestdagen als hulppriester op de parochie Blaasveld. In december 1788 werd hij plaatsvervangend pastoor voor de Mechelse parochie van Onze-Lieve-Vrouw over de Dijle.
Op 6 juni 1789 werd Triest tot coadjutor benoemd in de parochiekerk van Asse. Hij kwam er terecht tijdens de rumoerige dagen van de Brabantse revolutie, waarbij keizersgezinden en revolutiegezinden (op hun beurt verdeeld in 'statisten' en 'vonckisten') tegenover elkaar stonden. Toen in 1790 een aantal Assenaars ten strijde trok tegen de Oostenrijkers, vergezelde Triest ze als aalmoezenier. Bij zijn terugkeer nam hij alle functies over van de dementerende pastoor, maar toen die stierf werd Triest niet in zijn plaats benoemd.
Begin 1792 werd hij coadjutor in de bedevaartkerk van Onze-Lieve-Vrouw van Hanswijk. Hij maakte er de moeilijke jaren door van de opeenvolgende machtsgrepen van de Franse revolutionairen en van de Oostenrijkse legers. Vanaf half 1794 was de Franse overheersing definitief en werden de verhoudingen tussen de overheid en de vertegenwoordigers van de kerk steeds grimmiger.
Eind 1797 werd Triest tot pastoor van de Sint-Pietersparochie in Ronse benoemd. Korte tijd nadat hij er was aangekomen werd de eis, gericht tot de priesters om de eed van trouw aan het burgerlijk gezag af te leggen, steeds nijpender en Triest, die weigerde, verdween in de clandestiniteit. Er werd jacht op hem gemaakt, maar hij kon steeds ontsnappen. Hij trok van de ene schuilplaats naar de andere en diende in het geheim de sacramenten toe.
Vanaf 1800 werd, op bevel van consul Bonaparte, de jacht op onbeëdigde priesters gestopt. Triest kon stilaan weer in de openbaarheid verschijnen. Nochtans bleef in Ronse en omliggende de onbeëdigde priester Triest achtervolgd en hij nam de vlucht naar het bedevaartsoord Kevelaer in het Land van Kleve. Toen hij in mei 1802 terugkeerde, kon hij eindelijk als pastoor van de Sint-Pieterskerk worden geïnstalleerd. Toen die parochie, in het kader van hervormingen werd afgeschaft, werd hij pastoor van de Sint-Martinuskerk in dezelfde stad.
In de loop van 1803 kwam het tot hevige botsingen tussen Triest en de burgemeester van Ronse. Triest trok zich niets aan van de in het Concordaat van 1801 afgesproken modaliteiten, waaraan hij nochtans trouw had gezworen. Hij bleef maar jonge koppels trouwen nog voor ze burgerlijk waren getrouwd. De gemoederen liepen hierover zo hoog op dat de bisschop van Gent, om verdere problemen te vermijden, Triest tot pastoor benoemde in het rustige Lovendegem, dicht bij Gent. Het was hoog tijd, want enerzijds dreigde voor Triest gevangenneming, anderzijds gleed hij af naar het stevenisme, wat hem uit het priesterambt zou ontzet hebben. Hij vergat die cruciale periode uit zijn leven niet en toen hij later in Gent was gevestigd, stichtte hij, op vraag van zijn bisschop, een retraitehuis waar stevenistische priesters welkom waren om er zich te bezinnen en zich vervolgens te verzoenen met de Kerk.
Na een korte periode van nostalgie naar Ronse en naar de armenschool voor weesmeisjes dat hij er had gesticht in 1800 (waar hij af en toe stiekem bezoek aan bracht) burgerde Triest zich in Lovendegem volledig in en, de armoede en proletarische toestanden vaststellende, begon hij inspanningen te leveren om er aan te verhelpen. Hij liet zich al vlug omringen door een paar welmenende juffrouwen, die de basis vormden van de vrouwencongregatie die hij in 1803 stichtte en die de bisschoppelijke goedkeuring kreeg.
De Gentse bisschop Etienne Fallot de Beaumont maakte nader kennis met Triest en vond in hem zoveel gaven dat hij hem niet in een kleine parochie liet, maar hem naar Gent overplaatste waar hij voor hem in de zieken- en armenzorg grote ambities koesterde.

## Triest in Gent
Met de steun van de bisschop en langs hem van de prefect van het departement van de Schelde, Guillaume Faipoult, en van de burgemeester van Gent, Joseph della Faille d'Assenede, speelde Triest bijna onmiddellijk een belangrijke rol in Gent.
Hij bracht de door hem in Lovendegem gestichte congregatie, van Zusters van Liefde van Jezus en Maria met zich mee en nam met hen zijn intrek in de voormalige abdij Ter Hagen, in de Molenaarsstraat, waar een ziekenhuis voor ongeneeslijke zieken werd ingericht. De vrouwencongregatie groeide snel aan.
Het jaar 1807 kan worden beschouwd als een sleuteljaar in het leven van Triest, het jaar van zijn doorbraak in Gent. Hij werd lid van het Bestuur van de Burgerlijke Godshuizen en bleef dit tot aan zijn dood. Van de wekelijkse bijeenkomsten van deze Commissie waren er maar enkele zeldzame waar hij op ontbrak. Hij werd weldra de spilfiguur rond wie alles draaide wat betreft de armenzorg, de sociale huisvesting, de zorg voor weeskinderen en vondelingen, voor bejaarden en voor mentaal gestoorden, het militair hospitaal, de begijnhoven, het werkhuis voor bedelaars en landlopers, enz.
Zo werd hij directeur van het aloude ziekenhuis van de Bijloke, lid van een nieuw opgericht 'Comité voor Orde en Spaarzaamheid' dat alle uitgaven en aankopen binnen de Burgerlijke godshuizen moest controleren, directeur van de twaalf zogenaamde 'kleine gestichten' of tehuizen voor behoeftige bejaarden, algemene voogd van wezen, vondelingen en verlaten kinderen, directeur van het Sint-Janshospitaal voor vondelingen en van het 'Kulderhuis' voor wezen, crisismanager in het militair hospitaal, proost van de vereniging Les Dames de la Charité Maternelle (die voor zuigelingen en hun moeder zorgde). Onder het Verenigd Koninkrijk der Nederlanden (na 1815) werd hij ook nog verantwoordelijk voor het Bedelaarswerkhuis, bestuurslid van het Werk der gevangenen, directeur van de Berg van Barmhartigheid en van de Bank van Lening die er van afhing. In 1832 maakte hij deel uit van het 'Comité van Preventie' dat een cholera-epidemie moest bestrijden.

## Zusters van Liefde
De stichting die Triest het nauwst aan het hart lag was die van de Zusters van Liefde. In 1806 was hij naar Parijs gereisd om er de goedkeuring of minstens de gedoogsteun voor zijn stichting te bekomen en in 1816 trok hij naar Rome om goedkeuring voor de statuten van zijn congregatie te verkrijgen. Op 16 september 1816 ondertekende de paus het decreet dat de regels en statuten van de Congregatie van Zusters van Liefde van Jezus en Maria in Gent goedkeurde.
Het aantal kloosterlingen nam toe en weldra kon Triest, naast het hospitaal Ter Hagen, het Sint-Jozefsgesticht voor zwakzinnige vrouwen en het instituut voor dove meisjes dat hij in 1820 had opgericht, ook met stichtingen buiten Gent beginnen. Toen hij stierf waren het er al vijftien, waar een zestigtal Zusters van Liefde in werkzaam waren. Na zijn dood nam de congregatie een aanzienlijke uitbreiding.

## Broeders van Liefde
In 1807 werd Triest, in de schoot van de Burgerlijke godshuizen, belast met het zoeken naar een oplossing voor het Gentse gesticht voor bejaarde mannen, waar alles in het honderd liep. Hij nam het initiatief een broedercongregatie op te richten, de Broeders Hospitalieren van Sint-Vincentius, korte tijd later omgedoopt tot Broeders van Liefde. Zij namen de leiding over het bejaardenhuis op zich. In de voormalige cisterciënzer Simon De Noter (1749–1832) vond Triest de ideale man om de jonge congregatie te leiden en van de jonge rekruten een hechte groep monniken te maken.
Naarmate hij jonge mannen kon motiveren om toe te treden, organiseerde hij instellingen met uiteenlopende doelstellingen: ziekenzorg, psychiatrische zorg, zorg voor blinde en dove kinderen en lager onderwijs. Toen Triest stierf telde de congregatie een zestigtal leden verspreid over acht huizen. Ook deze congregatie zou nadien een grote uitbreiding nemen.
In 1815 nam Triest de verantwoordelijkheid op zich over het Gentse krankzinnigengesticht gevestigd in het 'Duivelsteen' en stelde Broeders van Liefde ter beschikking. Het werd een moeizame overgang van een nog middeleeuwse opsluiting naar een moderne behandeling van geestesgestoorden. Triest had hierbij de grote verdienste de jonge arts Jozef Guislain (1797–1860) aan te trekken en hem in 1828 door de Burgerlijke Godshuizen tot hoofd van de twee Gentse krankzinnigengestichten te doen aanstellen. Samen stichtten ze een nieuw en modern instituut voor de verpleging van psychisch gestoorden, dat later de naam Dr. Guislaininstituut kreeg. Ook elders in het land kwamen verschillende gelijkaardige instituten tot stand, onder dezelfde leiding.
Vanaf 1814 begonnen de broeders ook onderwijs te geven aan Gentse volksjongens. In 1820 groeide dit uit tot een belangrijke lagere school. Weldra zouden ook in andere steden scholen voor volksjongens worden opgericht door de Broeders van Liefde en zou dit, ondanks tegenkanting onder het Verenigd Koninkrijk, uitgroeien tot een belangrijk netwerk. In 1825 opende hij ook een school in Gent voor dove en blinde jongens.

## Broeders van Sint-Jan de Deo
In 1823 stichtte Triest de congregatie van de Broeders van Sint-Jan de Deo, met als doel het aan huis verplegen van zieken. Het succes was minder groot dan voor zijn twee eerste congregaties. In 1946 ging deze congregatie op in die van de broeders hiëronymieten.

## Zusters van de H. Kindsheid Jesu
In 1835 stichtte de opvolger van Triest, kanunnik De Decker, onder diens hoede de congregatie van de Zusters Kindsheid Jesu. Ze richtte zich specifiek op de zorg voor weeskinderen. In de herfst van zijn leven was Triest niets méér dan de 'peetvader' voor deze nieuwe stichting.

## Overlijden
Triest overleed op 24 juni 1836. Hij werd begraven op het kerkhof bij de kerk van Lovendegem. In 1902 werden zijn stoffelijke resten opgegraven en herbegraven op de begraafplaats van het klooster van de Zusters van Liefde te Lovendegem.

## Onderscheidingen

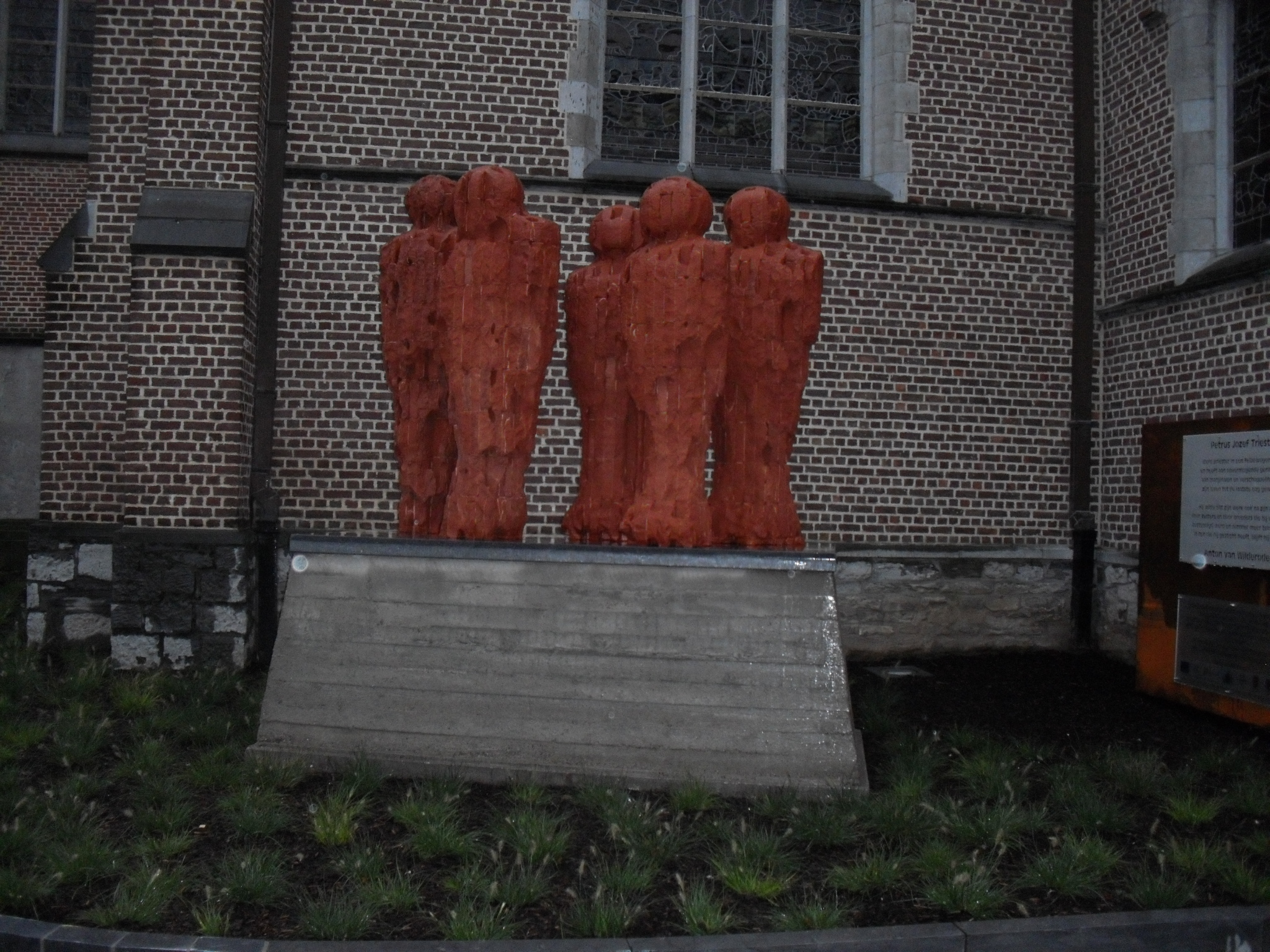
Monument Petrus Jozef Triest aan de kerk in Lovendegem.

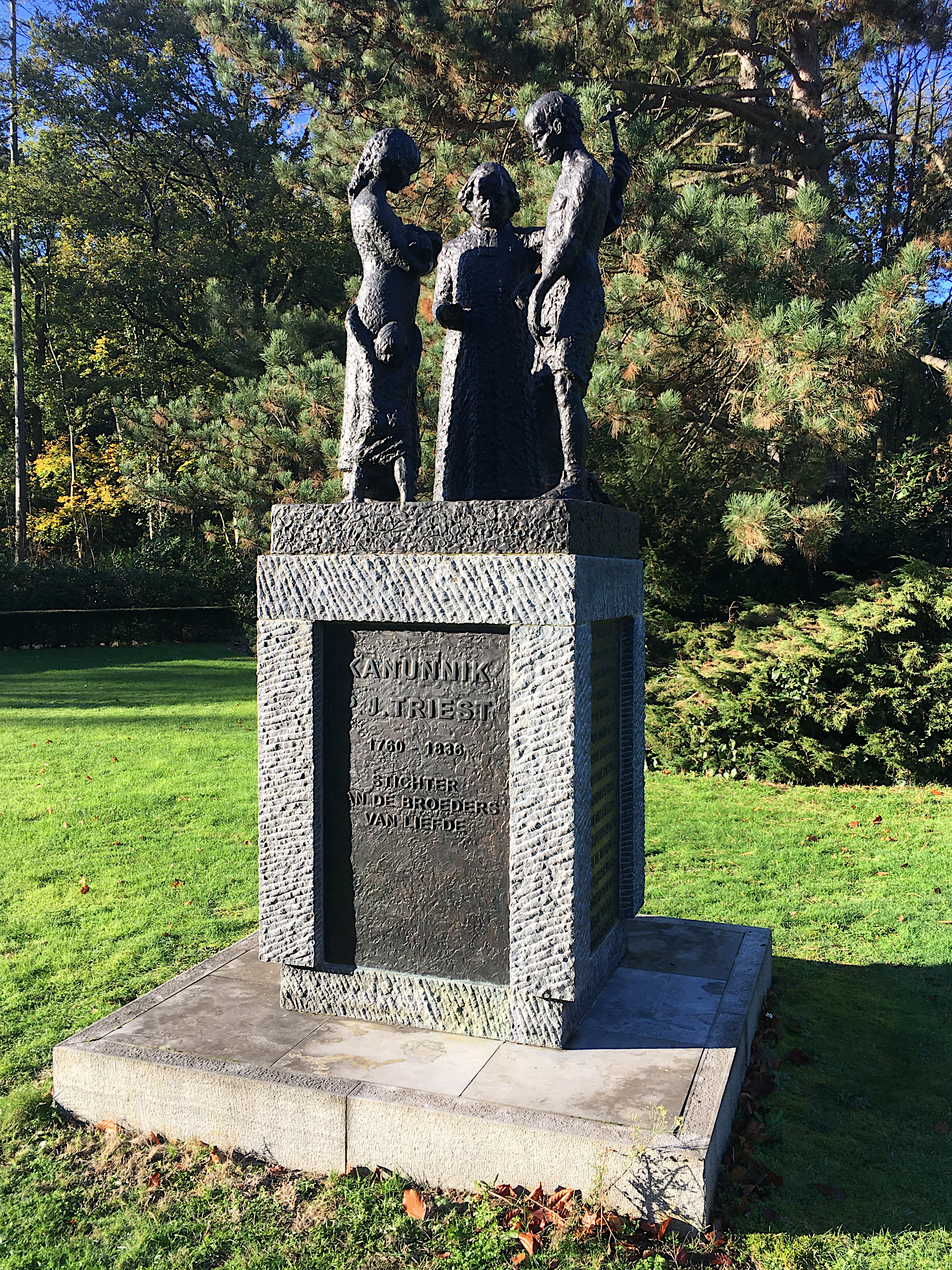
Monument Petrus Jozef Triest in Eindhoven.

Het werk van Triest werd door de geestelijke en burgerlijke overheid vaak erkend.
- In 1807 werd hij door de bisschop tot erekanunnik van Sint-Baafs benoemd en in 1833 titulair kanunnik.
- In 1818 werd hij ridder in de Orde van de Nederlandse Leeuw.
- In 1820 werd, na bezoek van Willem I, het predicaat 'koninklijk' aan het instituut voor doofstommen in Gent toegekend.
- In 1833 nam Leopold I, tijdens een bezoek aan het doofstommeninstituut het ereteken van ridder in de Leopoldsorde dat hij zelf droeg en speldde het Triest op de borst.
- In 1834 kreeg Triest als weldoener van de mensheid de medaille van de filantropische Société Montyon et Franklin, dat hem op het stadhuis van Gent plechtig werd overhandigd.
- In 1835 kreeg het in Brussel door Triest opgerichte instituut voor doofstomme kinderen het predicaat Koninklijk.
- In 1846 werd een mausoleum ter ere van Triest opgericht in de kathedraal van Sint-Michiel en Sint-Goedele in Brussel.
- In 1961 werd een gedenkplaat geplaatst aan het Bijlokehof in Gent.
- In september 2007 werd bij de Broeders van Liefde in Eindhoven een monument opgericht ter herdenking van Triest, gemaakt door Henk Oddens.
- In 2010 werd aan de kerk in Lovendegem een monument – ter ere van Triest – opgericht.
- Op 26 september 2010 werd in de Sint-Michiels- en Sint-Goedelekathedraal in Brussel de 250ste verjaardag van de geboorte van Triest herdacht met een plechtige eucharistieviering, geconcelebreerd door aartsbisschop André Léonard en bisschop Luc Van Looy.

## Zaligverklaring
Een procedure tot zaligverklaring van Triest werd aanhangig gemaakt in het bisdom Gent en ingeleid bij de Romeinse Curie. Ze werd ingezet met een plechtigheid in 2001 in de Gentse Sint-Baafskathedraal. De erkenning van Triest als 'Dienaar Gods' betekende een eerste stap naar mogelijke zaligverklaring. Dr. Waldery Hilgeman is postulator in het zaligverklaringsproces.
Op 25 november 2013 werden de stoffelijke resten van Triest voor een tweede keer opgegraven. Tijdens het proces van zaligverklaring moeten de stoffelijke resten van de betrokkene herkend en geconserveerd worden. Ze werden in een nieuwe kist gelegd, nadat enkele relieken voor de congregaties en het bisdom werden afgenomen. De nieuwe kist werd terug begraven op de begraafplaats van de Zusters van Liefde in Lovendegem.
Op 15 november 2015 werd in de Sint-Baafskathedraal een plechtigheid gehouden ter gelegenheid van de afsluiting van de diocesane fase van het proces tot zaligverklaring van de Dienaar Gods Petrus Jozef Triest. Op 19 december werd door generaal-overste René Stockman het dossier in Rome officieel overhandigd aan de congregatie van de heiligverklaringen.

## Afstamming
Triest en zijn familie zijn niet gerelateerd aan de adellijke familie waar de 17de-eeuwse Antonius Triest, bisschop van het bisdom Brugge en van het bisdom Gent toe behoorde. Deze verwarring is vaak gemaakt en Triest zelf lijkt deze mogelijke familieband, die hem toegang verschafte tot milde donateurs, niet ongenegen te zijn geweest.
De werkelijke oorsprong van zijn familie lag bij de landbouwer Jan Triest (1648–1714) in Lede. Diens zoon Egidius Triest (1674–1734) vestigde zich in Brussel, zijn sociale vooruitgang wordt geïllustreerd door zijn huwelijk met Catharina van Praet (1680–1711), de rijke weduwe van David Teniers (†1705), notaris en secretaris van Schelle, een nauwe verwant van de gelijknamige schilders. Zijn zoon Jan Triest (1725–1807), vader van Petrus, werd als wees opgenomen in het gezin van Jacob Mello en hij trouwde met Cecilia Mello, het enige kind in dit gezin.
Later werd Jan Triest er zich van bewust dat zijn kinderen via de voorvaders Mello afstamden van de oude Brusselse geslachten, meer bepaald van t'Serhuyghs en Seroelofs. Vanwege deze verwantschap konden er, uit oude legaten, studiebeurzen bekomen worden en ook Petrus Triest genoot hiervan voor zijn studies in Geel.

## Publicaties
Met het oog op de zaligverklaring van Petrus Triest en het grondige onderzoek dat hieraan voorafgaat, werden alle teksten die hij schreef en die bewaard zijn gebleven (sermoenen, brieven, enz.) in twee boekdelen gepubliceerd:
- Martine KRICHEL (red), Scripta exemplaria P. J. Triest, 2 volumes, Gent, 1999.

Via internet is de causa tot zaligverklaring van Triest ook te volgen